# Ключ 112
| 石                     | 石                               | 石                               |
| ---------------------- | -------------------------------- | -------------------------------- |
| 111                    | 112                              | 113                              |
| Піньінь:               | shí                              | shí                              |
| Чжуїнь:                | ㄕˊ                              | ㄕˊ                              |
| Вейд-Джайлз:           | shih2                            | shih2                            |
| Ютпхін:                | sek6                             | sek6                             |
| Он:                    | セキ seki シャク shaku コク koku | セキ seki シャク shaku コク koku |
| Кун:                   | いし ishi                        | いし ishi                        |
| Кандзі:                | 石偏 ishihen                     | 石偏 ishihen                     |
| Хун:                   | 돌 dol                           | 돌 dol                           |
| Им:                    | 석 seok                          | 석 seok                          |
| Індекс у Вікісловнику: | 石                               | 石                               |

Ключ 112 — ієрогліфічний ключ, що означає камінь і є одним із 23 (загалом існує 214) ключів Кансі, що складаються з п'яти рисок.
У Словнику Кансі 499 символів із 40 030 використовують цей ключ.

## Символи, що використовують ключ 112

Як писати ієрогліф.

| без додаткових | 石 |
| 2 додаткові    | 矴 矵 矶 |
| 3 додаткові    | 矷 矸 矹 矺 矻 矼 矽 矾 矿 砀 码                                                                                        |
| 4 додаткові    | 砂 砃 砄 砅 砆 砇 砈 砉 砊 砋 砌 砍 砎 砏 砐 砑 砒 砓 研 砕 砖 砗 砘 砙 砚 砛 砜                                        |
| 5 додаткових   | 砝 砞 砟 砠 砡 砢 砣 砤 砥 砦 砧 砨 砩 砪 砫 砬 砭 砮 砯 砰 砱 砲 砳 破 砵 砶 砷 砸 砹 砺 砻 砼 砽 砾 砿 础 硁          |
| 6 додаткових   | 硂 硃 硄 硅 硆 硇 硈 硉 硊 硋 硌 硍 硎 硏 硐 硑 硒 硓 硔 硕 硖 硗 硘 硙 硚 硛                                           |
| 7 додаткових   | 硜 硝 硞 硟 硠 硡 硢 硣 硤 硥 硦 硧 硨 硩 硪 硫 硬 硭 确 硯 硰 硱 硲 硳                                                 |
| 8 додаткових   | 硴 硵 硶 硷 硸 硹 硺 硻 硼 硽 硾 硿 碀 碁 碂 碃 碄 碅 碆 碇 碈 碉 碊 碋 碌 碍 碎 碏 碐 碒 碓 碔 碕 碖 碗 碘 碙 碚 碛 碜 |
| 9 додаткових   | 碑 碝 碞 碟 碠 碡 碢 碣 碤 碥 碦 碧 碨 碩 碪 碫 碬 碭 碮 碯 碰 碱 碲 碳 碴 碵 碶 碷 碸 碹 磁                            |
| 10 додаткових  | 確 碻 碼 碽 碾 碿 磀 磂 磃 磄 磅 磆 磇 磈 磉 磊 磋 磌 磍 磎 磏 磐 磑 磒 磓 磔 磕 磖 磗 磘 磙                            |
| 11 додаткових  | 磚 磛 磜 磝 磞 磟 磠 磡 磢 磣 磤 磥 磦 磧 磨 磩 磪 磫 磬 磭 磮                                                          |
| 12 додаткових  | 磯 磰 磱 磲 磳 磴 磵 磶 磷 磸 磹 磺 磻 磼 磽 磾 磿 礀 礁 礂 礃 礄 礅                                                    |
| 13 додаткових  | 礆 礇 礈 礉 礊 礋 礌 礍 礎 礏 礐 礑 礒 礓 礔 礕 礖                                                                      |
| 14 додаткових  | 礗 礘 礙 礚 礛 礜 礝 礞 礟 礠 礡                                                                                        |
| 15 додаткових  | 礢 礣 礤 礥 礦 礧 礨 礩 礪 礫 礬                                                                                        |
| 16 додаткових  | 礭 礮 礯 礰 礱 礲 礳 礴                                                                                                 |
| 17 додаткових  | 礵 |
| 18 додаткових  | 礶 礷 |
| 19 додаткових  | 礸 |
| 20 додаткових  | 礹 |